# 옹고집전
《옹고집전》(壅固執傳)은 조선 시대에 쓰여진 작자 미상의 소설로 1권 1책으로 구성되어 있다.
판소리 열두 마당 가운데 하나인 《옹고집타령》(壅固執打令)은 이 소설을 판소리로 제작한 것이지만 현재는 전하지 않는다. 목판본이나 활자본은 전하지 않으며 1950년 김삼불(金三不)이 국문(한글) 필사본을 책으로 간행한 국제문화관본(國際文化館本)이 전한다. 그 외에 최래옥본(崔來沃本), 강전섭본(姜鈿燮本), 김동욱본(金東旭本) 등의 필사본이 전한다. 소설의 내용은 《장자못 설화》와 유사한 편이다.

## 줄거리
옛날 황해도(黃海道) 옹정, 옹연(雍井, 雍淵)에 위치한 마을인 옹진(雍眞)골 옹당촌(雍堂村)에 옹고집(壅固執)이라는 남자가 살고 있었다. 옹고집은 인색한 성격, 고약한 성격을 가진 욕심쟁이로서 고집이 세고 심술이 사나운 부자였다. 이 때문에 옹고집은 자신의 늙은 어머니를 차가운 골방에 가두고, 머슴하고 일꾼을 한시도 쉬지 못하게 들볶기만 했다. 그리고 중이나 거지가 구걸을 하러 오면 온갖 횡포를 부려 얼씬도 못하게 했다.
어느날 월출봉 비치암에 사는 도사가 학대사(鶴大師)라는 승려에게 옹고집을 질책하라는 명령을 내리고 학대사를 옹고집이 사는 집으로 보낸다. 그렇지만 학대사는 옹고집의 하인한테 매를 맞고 사찰로 돌아오게 된다. 이에 분노한 도사는 짚을 이용해서 허수아비를 만들게 된다. 도사가 허수아비에 부적을 붙였더니 허수아비가 가짜 옹고집으로 변하게 된다.
가짜 옹고집은 진짜 옹고집이 살던 집에 들어간 뒤부터 자신이 진짜 옹고집이라고 주장했다. 옹고집의 아내와 자식 또한 누가 진짜 옹고집인지 알지 못했다. 진짜 옹고집과 가짜 옹고집은 자신이 진짜 옹고집이라면서 관가에 송사를 제기했다. 송사에서 패배한 진짜 옹고집은 관가에서 곤장을 맞으면서 마을 밖으로 쫓겨났고 한동안 걸식을 하게 된다.
진짜 옹고집은 자신의 삶을 비관하여 자살을 시도했지만 월출봉 비치암에 사는 도사에 의해 구출되었다. 도사로부터 부적을 받은 진짜 옹고집은 자신의 집으로 돌아가서 부적을 던졌고 가짜 옹고집은 다시 허수아비로 변하게 된다. 진짜 옹고집은 자신의 삶을 참회한 뒤부터 독실한 불교 신자로 살게 된다.